# Kurek dyngusowy

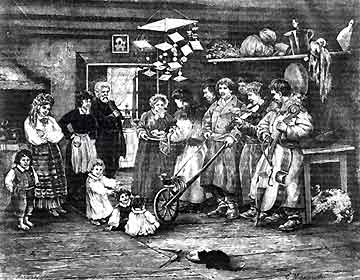
St. Masłowski, Kurek wielkanocny, 1883

Kurek dyngusowy (Kurek Wielkanocny, Chodzenie z kurkiem, Kogucik Dyngusowy) – jeden z najbardziej popularnych polskich ludowych zwyczajów wiosennych, obchodzony w okresie wielkanocny. Zamiennie występują nazwy: „kurek” „kogut”(ek), „kogucik”.
W Poniedziałek Wielkanocny odbywało się chodzenie z kurkiem po dyngusie, co oznaczało, że młodzieńcy wozili po wsi żywego koguta (kurka) na, bogato przystrojonym, dwukołowym wózku do którego był przywiązany ptak. Na początku wykorzystywano żywego koguta, którego wcześniej karmiono ziarnem namoczonym w spirytusie. Dzięki temu ptak był bardziej podatny na wszelkie zabiegi wokół niego, nie wyrywał się. Zdolny był jedynie do głośnego, charakterystycznego piania, któremu przypisywano znaczenie symboliczne. W ten sposób obwieszczał wiosce zmianę pogody na wiosenną. Tak przygotowanego koguta przywiązywano do wózka dyngusowego i ruszano do obchodzenia domów we wsi.
Zazwyczaj z kurkiem dyngusowych chodzili kilkunastoletni chłopcy, poza samym wózkiem mieli również przy sobie specjalnie wykonane szpikulce (straszaki z deseczek zakończone szpikulcem) do kłucia odwiedzanych dziewcząt. Prowadzony był przez śpiewających kawalerów, których zadaniem było zbieranie datków po domach. Grupy kawalerów nazywano kurcarzami. Mieli oni przy sobie wodę, którą polewali panny. Rytuał miał za zadanie skojarzyć młode pary i zapewnić rodzinom zdrowie. Lejąc wodę młodzież wyśpiewywała (Ogrodowska, 2006):
A i wy dziewuchy złóżta po sześć groszy,

Puścimy kokota do jednej kokoszy

Bo ten nasz kogutek nie na darmo skoczy,

Osiemnaście kurcząt od razu wytoczy.
Kogut wystawiany był jako symbol męskiej (pamiątka po wierzeniach pogańskich) witalności, urody, płodności i męskości. Kogut kojarzony z siłą i płodnością wykorzystywany był również w obrzędzie weselnym, a także przy porodzie. Dla wszystkich mieszkańców wsi było jasne, że kiedy kobieta udawała się do położnicy musiała mieć przy sobie koguta, aby ofiarować go jako datek.
Z czasem żywego ptaka zastąpiono sztucznym: ulepionym z gliny, pieczonym z ciasta, wycinanym z deski lub dyni, często obklejony pierzem. Tradycyjnie wózek dyngusowy malowano na czerwono i zdobiono suszonymi źdźbłami zbóż, traw i kwiatów. Ozdabiano go również koralikami, błyskotkami, kolorowymi wstążkami, a nawet lalkami w strojach ludowych. Samego koguta również ozdabiano wstążkami, był bardzo ważny ponieważ traktowano go jako pamiątkę po kogucie, który pianiem obwieścił zmartwychwstanie Jezusa Chrystusa. Stanowi to doskonały przykład nawarstwiania się zwyczajów chrześcijańskich w kulturze tradycyjnej, a precyzyjniej mówiąc nadawania starym pogańskich zwyczajom nowych chrześcijańskich znaczeń.
Zabawy wielkanocne miał zalotny charakter, a szczególnie śmigus-dyngus, chodzenie z kurkiem dyngusowym uosabiało chłopaka idącego w konkury, dyngusowe przywołówki, stawianie słupów majowych pod oknami urodziwych panien. W okresie świątecznym odwiedziny kawalera w domu, w którym była panna na wydaniu – traktowano zawsze, jako przyjście w konkury i deklaracja matrymonialnych zamiarów.
Kogut stał się częścią wyobrażeń ludowych o płodności i seksualności, często wykorzystywano jego postać w przyśpiewkach na weselach, a także podczas żniw. Oto jedna z nich jaką śpiewano na Mazowszu (Gajek, 1934):
„Za piecem, za piecem ale nie za tym – siedzi

kokoszka z kurkiem czubatym.

Sio kurku, sio kurku zza pieca tego, Ŝebyś ty nie

zrobił kokoszce co złego.

Sio kurku, sio kurku! z mego zapiecka, Ŝebyś ty

nie zrobił kokoszce dziecka.

Nie myślę, nie myślę o głupie dzieje ja przy

swojej kokoszce nóŜki grzeję”.
A w Poznańskiem:
„Pieje kogutek, pieje kuraś – pójdź do domu nic

nie wskórasz”.
Zwyczaj chodzenia po dyngusie pojawiał się jeszcze w dwudziestoleciu międzywojennym.